# Intermédia
Az intermédia a Magyar Képzőművészeti Egyetemen 1993-ban létrejött művészeti szak. Médiaművész diplomát nyújt.

## Jellemzői
Az intermedia feladata a művészképzés kiterjesztése olyan műformák és művészeti technikák felé, melyek a 20. századi képzőművészetben jelentek meg először (fotó-kinetikus és elektronikus művészetek, multimédia, installációs, environment és akcióművészet, új kommunikációs technikák, interdiszciplinaritás, képzőművészeti határterületek).
Cél a művészet funkcióváltásának tudatosítása mellett felkészítés egy aktív, kreatív jelenlétre az információs társadalom kulturális szféráiban, s ezen túl a kognitív (megismerésre kész) művészi magatartás kutatása és támogatása.

## Története
A tanszék és a szak más, hasonló európai vállalkozásokkal szinkronban, de a helyi sajátosságokra alapozva fejlődött ki. Indulása idején, 1990-ben a legfőbb magyarországi (s egyúttal közép-kelet európai) jellegzetesség az a lényegében példa nélküli folyamat volt, mely egy csődbe jutott rendszer és gazdaság átállítását, átprogramozását kísérelte meg működő társadalommá. Ez a folyamatos, előre nem látható problémákkal terhes időszak művészi szempontból azért volt érdekes, mivel szükségessé tette a váratlan aktivitásra való készség kifejlesztését, mint alkotói magatartást. A művészet kiterjesztett illetékességi köréből adódóan az intermediális és interdiszciplináris felkészültség szinte elengedhetetlen a kulturális tradíciók és a mindig váratlanul, észrevétlenül érkező új aktuális viszonyának kialakításához.
Az intermédia szak ötéves művészképző, melynek centrumában az új médiumok művészi használata s elmélet/gyakorlat, tudomány, technika és művészet egységben látására törekvő szemlélet áll. Így nem preferál egyes művészi technikákat, műfajokat, szemléletmódot, viszont törekszik arra, hogy bármely irány bármely másik viszonylatában értelmezhető, tanítható, művelhető legyen.
A tanszék, mely a szak munkáját irányítja, perspektivikusan a művészet-technika-tudomány háromszögében építendő médiakutató intézet, ahol a jövőben elérhető lehet mind a (művészi használatbavételre alkalmas) csúcstechnológia, mind az épp általánosan használt, sőt a már "lejárt", technikailag elavult, médiaarcheológiai témává vált eszközök is, egymással kapcsolatban álló stúdiókban.
A tanszék 1990-ben történt létrejöttét követően a szakalapítási dokumentumok elfogadására 1993-ban került sor, ebben az évben hirdetett az egyetem először a szakra felvételit, így a teljes 5 éves egyetemi képzés keretében 1998-ban kaptak első alkalommal médiaművész diplomát az itt végzettek.
A technikai médiumok megjelenése az élet minden területén alapvető változást jelent a kulturális-művészi munka szempontjából is. A művészeknek új és más típusú tudásra van szükségük, hogy megfelelhessenek a társadalom által elvárt művészeti funkcióváltásnak. Az interaktív és multimediális információ-közlés és megjelenítés egyszerre követeli meg az információ tartalmi és formai alakítását, mivel itt arról van szó, hogy bármely diszciplináris forrásból származó alapanyagot megfelelően strukturált és érthető audiovizuális egységgé kell szervezni egy nemlineáris rend szerint. Ez autonóm művészi tevékenység, mivel a formaadás nem egy dekoratív, művészies modort, hanem a tartalmak mély, funkcionális megértését követeli meg.
A tanszék és a szak programja folyamatosan, az új kihívásoknak megfelelően és a technikai-tudományos fejlődés művészi vonatkozásainak, alkotói lehetőségeinek figyelembe vételével alakul, változik.

## Oktatott tárgyak
- Alkotó elemzés
- DTP-alapismeretek
- Filmelemzés
- Fotó
- Fotótechnikai gyakorlat
- Hagyományos filmkészítés
- Kreatív számítógépes gyakorlatok
- Műtárgykészítés
- Műtermi gyakorlat
- Művészet és autonómia
- Művésztelepi gyakorlat
- Média – művészet – történet
- Médiatörténet
- MiniDV kurzus
- Multimédia
- Programozástechnika
- Rajz
- Számítógép-történet
- Színházi gyakorlatok
- Szövegértés, értelmezés
- Technikai médiumok elmélete
- Video 1, 2
- Video 3, 4
- Webtervezési alapismeretek
- XX. századi művészet története és elmélete